# Axel Berg
Axel Berg (Oslo, 8 luglio 1938 – Bærum, 12 aprile 2020) è stato un calciatore norvegese, di ruolo attaccante.

## Biografia
È il fratello maggiore di Jan Berg.

## Carriera

### Club
Berg giocò per il Lyn Oslo dal 1955 al 1965. Totalizzò 70 presenze e 25 reti con questa maglia. Contribuì alla vittoria finale del campionato 1964.

### Nazionale
Berg conta 8 presenze per la Norvegia. Esordì il 18 ottobre 1959, nella sconfitta per 6-2 contro la Svezia. Il 28 agosto 1960 siglò una doppietta nel 6-3 inflitto alla Finlandia, uniche realizzazioni con la maglia della Nazionale.

## Palmarès

### Club

#### Competizioni nazionali
- Campionato norvegese: 1

Lyn Oslo: 1964